# Manor Marussia F1 Team
Ne pas confondre avec Manor Racing.
Manor Marussia F1 Team est une écurie de Formule 1 britannique qui succède à l'écurie russe Marussia F1 Team qui succédait elle-même à l'écurie britannique Virgin Racing, née sous le nom Manor Motorsport.
À la fin de 2010, Marussia Motors, commanditaire principal de l'écurie, acquiert 40 % des parts de l'équipe détenues par Virgin ; l'équipe est alors engagée en championnat du monde sous le nom Marussia Virgin Racing. En 2011, l'écurie s'engage sous licence russe et devient la seconde écurie de Formule 1 russe après Midland F1 Racing.
À la fin de 2011, après le rachat de la totalité des parts de Virgin, Marussia Motors, avec l'accord des autres écuries, renomme l'équipe Marussia F1 Team lors de son engagement en championnat du monde en 2012. Marussia Motors revend ensuite ses parts à la société Marussia Communications Limited dont le siège social est à Dublin.
En 2015, après une mise en liquidation judiciaire, l'écurie est reprise par Stephen Fitzpatrick qui s'appuie sur le duo directorial John Booth-Graeme Lowdon, fondateurs de Manor Motorsport et engagée sous la dénomination Manor Marussia F1 Team. En fin de saison, Booth et Lowdon démissionnent et les nouveaux dirigeants obtiennent le droit d'engager l'équipe en Formule 1  en 2016 sous une nouvelle raison sociale, Manor Racing, tandis que John Booth et Graeme Lowdon fondent Manor Endurance Racing Limited pour s'engager en catégorie LMP2 en Championnat du monde d'endurance FIA avec une Oreca 05-Nissan (avec Will Stevens) pour une durée minimum de deux ans.

## Historique

### 2012: Changement de nom et de pilote

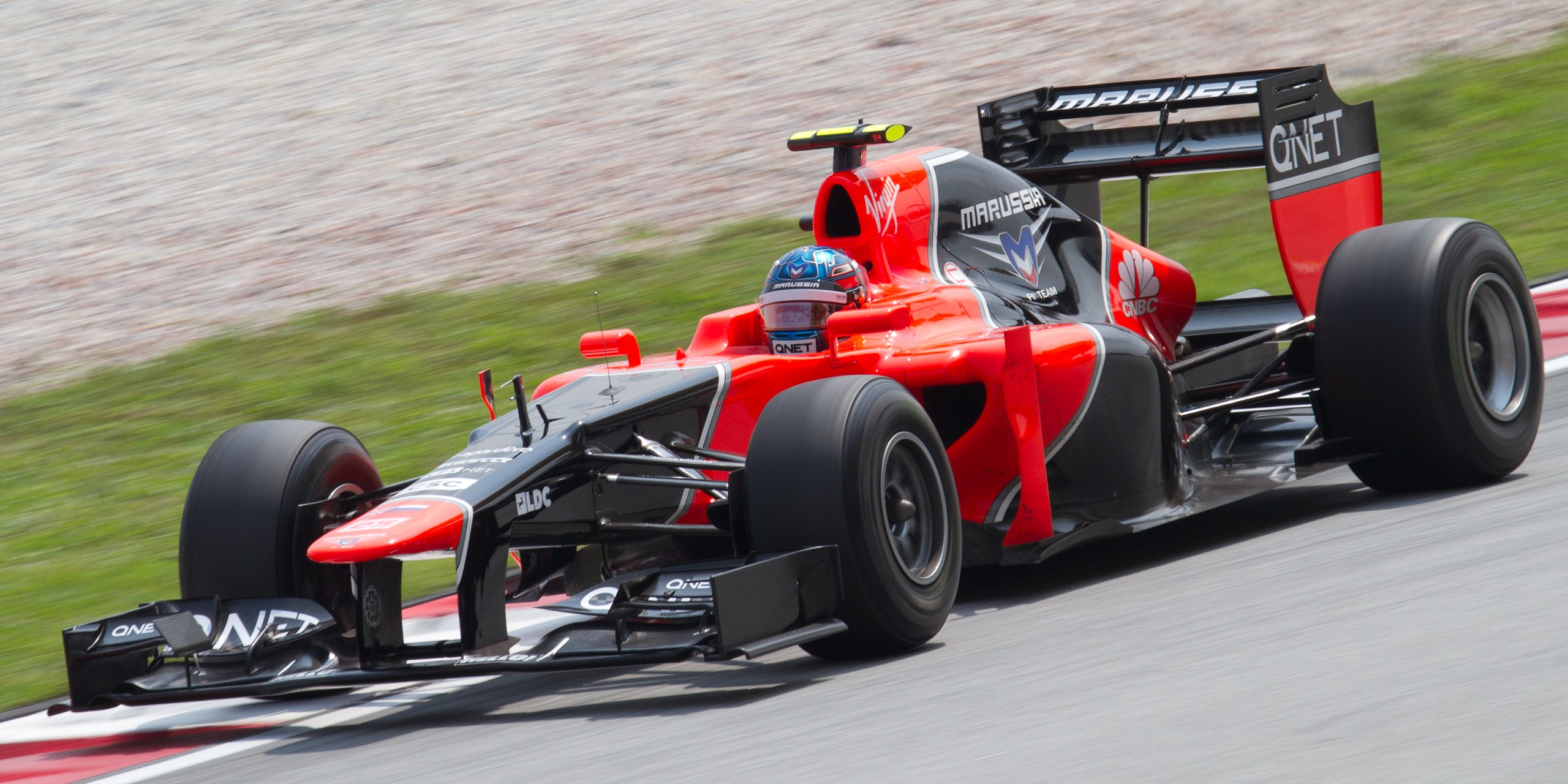
La Marussia MR01 de Charles Pic lors du Grand Prix de Malaisie 2012.

Avec l'accord des autres équipes, l'équipe est renommée Marussia F1 Team en 2012. Charles Pic remplace Jérôme d'Ambrosio aux côtés de Timo Glock. Dès le début de la saison, l'écurie montre qu'elle a progressé par rapport à la saison précédente, Glock et Pic se classant quatorzième et quinzième du Grand Prix d'ouverture en Australie. Les deux Caterham, bien que plus rapides ayant abandonné sur raisons mécaniques, Marussia prend la dixième place du classement des constructeurs, synonyme de revenus financiers supplémentaires en fin de saison.
À l'issue du Grand Prix de Monaco Caterham récupère la dixième place mais Timo Glock surprend tous les amateurs de Formule 1 en se classant douzième du Grand Prix de Singapour. Peu avant le Grand Prix du Brésil Charles Pic annonce son départ pour l'écurie rivale Caterham.
Lors du chaotique Grand Prix du Brésil, Pic est dépassé en fin de course par Vitaly Petrov qui, en se classant onzième, permet à Caterham de ravir à Marussia la dixième place du classement général.

### 2013: Changement de pilotes

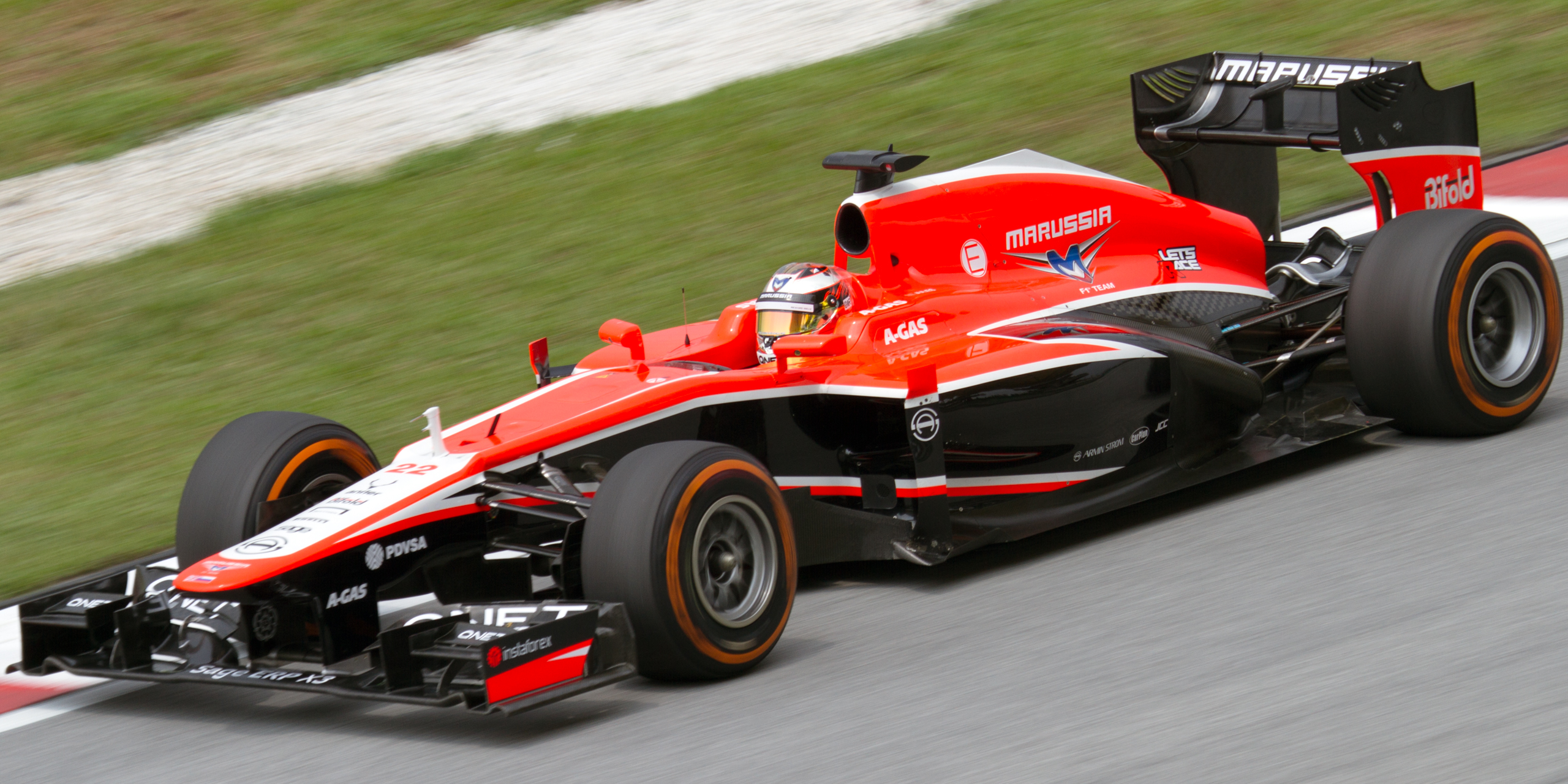
La Marussia MR02 de Jules Bianchi lors du Grand Prix de Malaisie 2013.

La préparation de la saison 2013 se fait sous le signe des difficultés financières, accentuées par l'arrivée des coûteux nouveaux moteurs V6 turbo pour la saison 2014. En conséquence l'écurie recrute Max Chilton, pilote novice payant puis, en janvier 2013, se sépare de Timo Glock pour le remplacer par un autre pilote payant, Luiz Razia. Cependant, ses sponsors n'honorant pas leurs échéances de paiement, il est remplacé par Jules Bianchi à deux semaines du début de la saison. L'équipe est complétée par Rodolfo González, qui officie en tant que troisième pilote.
Si les pilotes n'inscrivent aucun point de l'année, comme depuis les débuts de l'écurie en Formule 1, l'équipe franchit toutefois un premier palier : en terminant treizième en Malaisie grâce à Bianchi, Marussia termine le championnat à la dixième place devant Caterham (dont le meilleur résultat est une quatorzième place obtenue à deux reprises).

### 2014: Changement de moteur, premiers points et fermeture de l'équipe
Pour pallier le retrait de Cosworth à cause de la nouvelle réglementation technique, Marussia se fournit chez Ferrari pour les trois saisons à venir ; l'accord garantit la présence de Jules Bianchi qui fait partie de la Ferrari Driver Academy, pour une saison supplémentaire. Marussia conserve son second pilote Max Chilton.
En se classant neuvième du Grand Prix de Monaco malgré deux pénalités en course, Jules Bianchi inscrit ses premiers points en Formule 1, les premiers également de son écurie. Marussia obtient son meilleur résultat en qualification lors du Grand Prix de Grande-Bretagne où les deux voitures accèdent à la deuxième phase qualificative. Bianchi se classe douzième, juste devant son coéquipier.
Le Grand Prix du Japon, disputé sous une pluie battante, est marqué par le très grave accident de Jules Bianchi, au quarante-deuxième tour. Un tour plus tôt, Adrian Sutil, parti en aquaplanage dans la courbe « Dunlop », écrase sa Sauber C33 dans le mur de pneus. Un engin de levage est dépêché sur place pour la dégager tandis qu'un double drapeau jaune est brandi sur la zone. À cet instant, Bianchi perd le contrôle de sa monoplace, au même endroit et pour les mêmes raisons ; la Marussia MR03 percute la dépanneuse avec une rare violence et s'encastre dessous au point de la soulever. Le Français, retiré inconscient de sa voiture, est conduit en ambulance vers l'hôpital Mie de Yokkaichi avec de lourdes blessures à la tête ; il décédera finalement des suites de ses blessures le 17 juillet 2015.
Au Grand Prix suivant, en Russie, une série d'hommages est rendue à Bianchi, hospitalisé au Japon notamment à travers des autocollants (« Tous avec Jules #17 » et « Forza Jules #17 ») que les pilotes apposent sur leurs casques ou sur leurs voitures, ou le message « JULES WE ARE ALL SUPPORTING YOU » inscrit numériquement sur la grille de départ, et autour duquel tous se regroupent et se recueillent avant le départ de la course. Marussia F1 Team choisit de n'engager que la voiture de Max Chilton, celle de Bianchi restant dans le stand, préparée symboliquement par ses mécaniciens.
Quelques jours plus tard, comme Caterham F1 Team, l'équipe, placée en redressement judiciaire, déclare forfait pour le Grand Prix des États-Unis et le Grand Prix du Brésil. À l'occasion du Grand Prix du Brésil, les administrateurs judiciaires annoncent avoir mis l'équipe en liquidation et licencié tout le personnel. Malgré une inscription de l'équipe pour la saison 2015 et des ressources financières liées aux droits de retransmission télévisuels assurées par le fait d'avoir marqué des points en 2014, aucun repreneur n'a été trouvé. FRP Advisory, la société chargée de la liquidation déclare : « regretter profondément cette situation et que l'équipe qui avait marqué ses premiers points cette année cesse son activité et ferme maintenant ses portes. »,,,. L'écurie est liquidée et tous les actifs sont mis aux enchères à la mi-décembre.

### 2015: Renaissance et liquidation

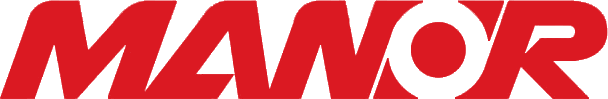
Le logo utilisé en 2015, la dernière saison de l'écurie.

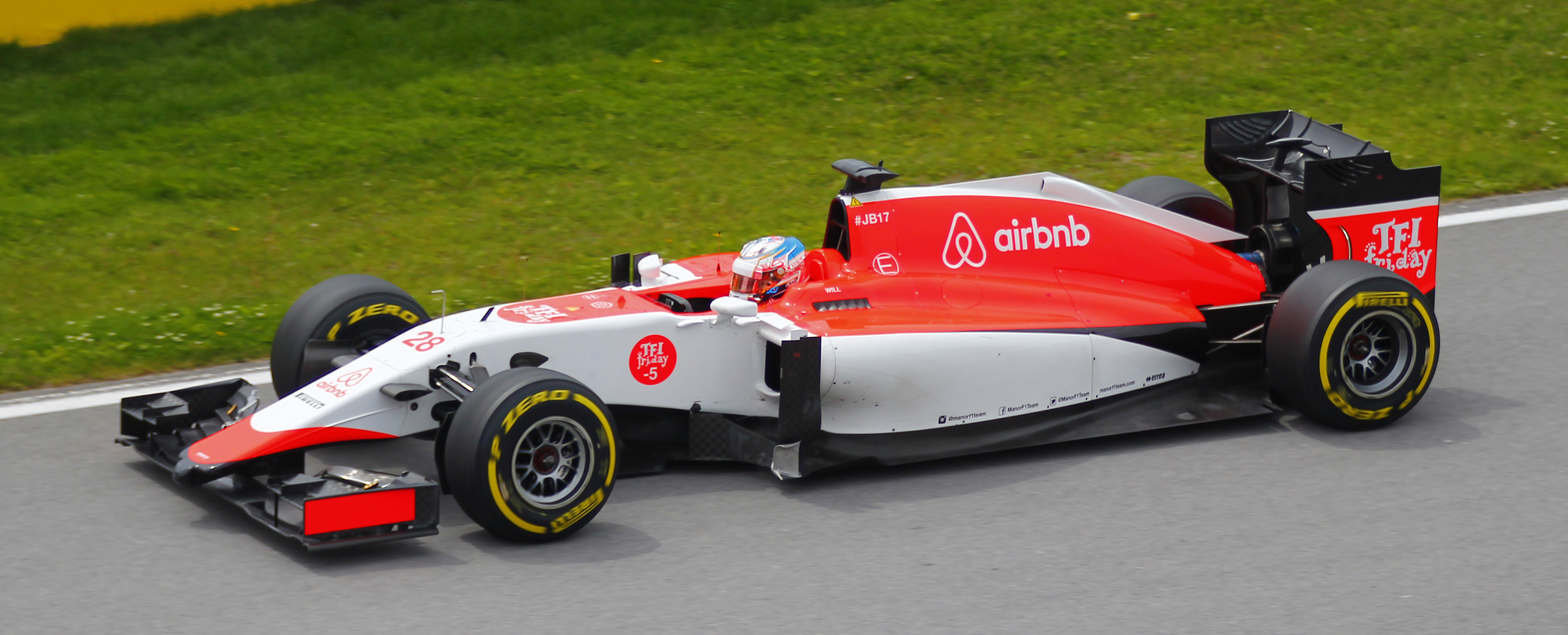
Will Stevens lors du Grand Prix du Canada, le 7 juin 2015.

En 2015, l'écurie est sauvée in extremis par l'entremise de l'homme d'affaires britannique Justin King, qui permet son rachat par l'investisseur britannique Stephen Fitzpatrick. Manor Motorsport, à l'origine de la création de l'équipe, ayant repris une partie de son capital via Fitzpatrick, l'écurie est rebaptisée Manor Marussia F1 Team.
Les pilotes Roberto Merhi et Will Stevens ne participent au Grand Prix inaugural, à Melbourne, faute de préparation de leur monoplaces. En Malaisie, les deux voitures, non qualifiées, sont repêchées par les commissaires de course mais seul Merhi participe à la course, qu'il termine en quinzième et dernière position, à trois tours du vainqueur. En Chine, Stevens et Merhi profitent des quelques abandons pour terminer quinzième et seizième de l'épreuve, à deux tours du vainqueur. Le pilote américain Alexander Rossi est titularisé à la place de Roberto Merhi à partir du Grand Prix de Singapour et pour quatre autres épreuves (Japon, États-Unis, Mexique et Brésil).
À la fin de la saison, en novembre 2015, John Booth et le directeur sportif Graeme Lowdon, piliers historiques de l'écurie depuis sa création, démissionnent à cause de différends avec Fitzpatrick. Fitzpatrick recrute dès lors Dave Ryan pour remplacer Lowdon et Abdulla Boulsien, le directeur général de Manor, devient Team principal par intérim.
En 2016, après le changement de capital, les nouveaux dirigeants obtiennent de droit d'engager l'équipe en Formule 1 sous une nouvelle raison sociale, Manor Racing, tandis que John Booth et Graeme Lowdon fondent Manor Endurance Racing Limited pour s'engager en catégorie LMP2 en Championnat du monde d'endurance FIA avec une Oreca 05-Nissan (avec Will Stevens) pour une durée minimum de deux ans,,.

## Résultats en championnat du monde de Formule 1
| Saison | Écurie                 | Châssis        | Moteur      | Pneus   | Pilotes                                    | Grands Prix disputés | Points inscrits | Classement |
| ------ | ---------------------- | -------------- | ----------- | ------- | ------------------------------------------ | -------------------- | --------------- | ---------- |
| 2012   | Marussia F1 Team       | Marussia MR01  | Cosworth V8 | Pirelli | Timo Glock Charles Pic                     | 20                   | 0               | 11e        |
| 2013   | Marussia F1 Team       | Marussia MR02  | Cosworth V8 | Pirelli | Jules Bianchi Max Chilton                  | 19                   | 0               | 10e        |
| 2014   | Marussia F1 Team       | Marussia MR03  | Ferrari V6  | Pirelli | Jules Bianchi Max Chilton                  | 16                   | 2               | 9e         |
| 2015   | Manor Marussia F1 Team | Marussia MR03B | Ferrari V6  | Pirelli | Roberto Merhi Will Stevens Alexander Rossi | 18                   | 0               | 10e        |

| Saison | Écurie                 | Châssis        | Moteur             | Pneumatiques | Pilotes         | Courses | Courses | Courses | Courses | Courses | Courses | Courses | Courses | Courses | Courses | Courses | Courses | Courses | Courses | Courses | Courses | Courses | Courses | Courses | Courses | Points inscrits | Classement |
| Saison | Écurie                 | Châssis        | Moteur             | Pneumatiques | Pilotes         | 1       | 2       | 3       | 4       | 5       | 6       | 7       | 8       | 9       | 10      | 11      | 12      | 13      | 14      | 15      | 16      | 17      | 18      | 19      | 20      | Points inscrits | Classement |
| ------ | ---------------------- | -------------- | ------------------ | ------------ | --------------- | ------- | ------- | ------- | ------- | ------- | ------- | ------- | ------- | ------- | ------- | ------- | ------- | ------- | ------- | ------- | ------- | ------- | ------- | ------- | ------- | --------------- | ---------- |
| 2012   | Marussia F1 Team       | Marussia MR01  | Cosworth V8 CA2012 | P            |                 | AUS     | MAL     | CHI     | BAH     | ESP     | MON     | CAN     | EUR     | GBR     | ALL     | HON     | BEL     | ITA     | SIN     | JAP     | COR     | IND     | ABU     | USA     | BRÉ     | 0               | 11e        |
| 2012   | Marussia F1 Team       | Marussia MR01  | Cosworth V8 CA2012 | P            | Timo Glock      | 14e     | 17e     | 19e     | 19e     | 18e     | 14e     | Abd     | Np      | 18e     | 22e     | 21e     | 15e     | 17e     | 12e     | 16e     | 18e     | 20e     | 14e     | 19e     | 16e     | 0               | 11e        |
| 2012   | Marussia F1 Team       | Marussia MR01  | Cosworth V8 CA2012 | P            | Charles Pic     | 15e*    | 20e     | 20e     | Abd     | Abd     | Abd     | 20e     | 15e     | 19e     | 20e     | 20e     | 16e     | 16e     | 16e     | Abd     | 19e     | 19e     | Abd     | 20e     | 12e     | 0               | 11e        |
| 2013   | Marussia F1 Team       | Marussia MR02  | Cosworth V8 CA2013 | P            |                 | AUS     | MAL     | CHI     | BAH     | ESP     | MON     | CAN     | GBR     | ALL     | HON     | BEL     | ITA     | SIN     | COR     | JAP     | IND     | ABU     | USA     | BRÉ     |         | 0               | 10e        |
| 2013   | Marussia F1 Team       | Marussia MR02  | Cosworth V8 CA2013 | P            | Jules Bianchi   | 15e     | 13e     | 15e     | 19e     | 18e     | Abd     | 17e     | 16e     | Abd     | 16e     | 18e     | 19e     | 18e     | 16e     | Abd     | 18e     | 20e     | 18e     | 17e     |         | 0               | 10e        |
| 2013   | Marussia F1 Team       | Marussia MR02  | Cosworth V8 CA2013 | P            | Max Chilton     | 17e     | 16e     | 17e     | 20e     | 19e     | 14e     | 19e     | 17e     | 19e     | 17e     | 19e     | 20e     | 17e     | 17e     | 19e     | 17e     | 21e     | 21e     | 19e     |         | 0               | 10e        |
| 2014   | Marussia F1 Team       | Marussia MR03  | Ferrari V6T 059/3  | P            |                 | AUS     | MAL     | BAH     | CHI     | ESP     | MON     | CAN     | AUT     | GBR     | ALL     | HON     | BEL     | ITA     | SIN     | JAP     | RUS     | USA     | BRÉ     | ABU     |         | 2               | 9e         |
| 2014   | Marussia F1 Team       | Marussia MR03  | Ferrari V6T 059/3  | P            | Max Chilton     | 13e     | 15e     | 13e     | 19e     | 19e     | 14e     | Abd     | 17e     | 16e     | 17e     | 16e     | 16e     | Abd     | 17e     | 18e     | Abd     | Forf    | Forf    | Forf    |         | 2               | 9e         |
| 2014   | Marussia F1 Team       | Marussia MR03  | Ferrari V6T 059/3  | P            | Jules Bianchi   | Nc      | Abd     | 16e     | 17e     | 18e     | 9e      | Abd     | 15e     | 14e     | 15e     | 15e     | 18e*    | 18e     | 16e     | Abd     |         |         |         |         |         | 2               | 9e         |
| 2015   | Manor Marussia F1 Team | Marussia MR03B | Ferrari V6T 059/3  | P            |                 | AUS     | MAL     | CHI     | BAH     | ESP     | MON     | CAN     | AUT     | GBR     | HON     | BEL     | ITA     | SIN     | JAP     | RUS     | USA     | MEX     | BRÉ     | ABU     |         | 0               | 10e        |
| 2015   | Manor Marussia F1 Team | Marussia MR03B | Ferrari V6T 059/3  | P            | Roberto Merhi   |         | 15e     | 16e     | 17e     | 18e     | 16e     | Abd     | 14e     | 12e     | 15e     | 15e     | 16e     |         |         | 13e     |         |         |         | 19e     |         | 0               | 10e        |
| 2015   | Manor Marussia F1 Team | Marussia MR03B | Ferrari V6T 059/3  | P            | Will Stevens    |         | Np      | 15e     | 16e     | 17e     | 17e     | 17e     | Abd     | 13e     | 16e     | 16e     | 15e     | 15e     | 19e     | 14e     | Abd     | 16e     | 17e     | 18e     |         | 0               | 10e        |
| 2015   | Manor Marussia F1 Team | Marussia MR03B | Ferrari V6T 059/3  | P            | Alexander Rossi |         |         |         |         |         |         |         |         |         |         |         |         | 14e     | 18e     |         | 12e     | 15e     | 18e     |         |         | 0               | 10e        |